# Liste der Monuments historiques in Dœuil-sur-le-Mignon
Die Liste der Monuments historiques in Dœuil-sur-le-Mignon führt die Monuments historiques in der französischen Gemeinde Dœuil-sur-le-Mignon auf.

## Liste der Bauwerke
| Bezeichnung                       | Beschreibung            | Standort | Kennzeichnung | Schutzstatus | Datum | Bild           |
| --------------------------------- | ----------------------- | -------- | ------------- | ------------ | ----- | -------------- |
| Kirche Notre-Dame-de-l’Assomption | 12. und 15. Jahrhundert | (Lage)   | PA00104669    | Inscrit      | 1935  | weitere Bilder |

## Liste der Objekte
| Bezeichnung | Beschreibung          | Standort                                        | Kennzeichnung | Schutzstatus | Datum | Bild |
| ----------- | --------------------- | ----------------------------------------------- | ------------- | ------------ | ----- | ---- |
| Glocke      | Bronze, 1785 gegossen | in der Kirche Notre-Dame-de-l'Assomption (Lage) | PM17000101    | Classé       | 1908  |      |